# Perejaszlav
Perejaszlav (ukránul Перея́слав) területi jogú város Ukrajna Kijevi területén. A Dnyeper bal oldali mellékfolyója, a Trubizs partján fekszik. Kelet-Európa egyik legrégibb városa, a Kijevi Rusz idején a Perejaszlavli fejedelemség központja volt. 1943-2019 között a Perejaszlav-Hmelnickij nevet viselte. Lakosainak száma 2019-ben 26 994 volt.  

## Története

### A Kijevi Rusz idején

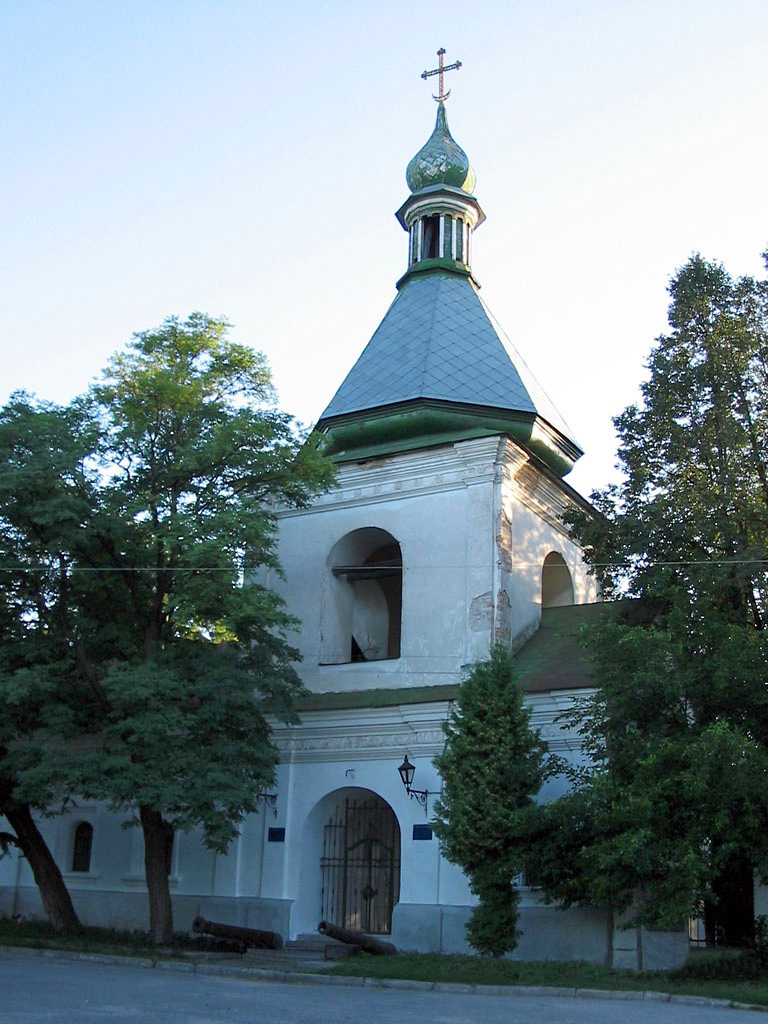
A Mihajlivszkij-kolostor

Perejaszlavl első említése 907-ből származik Oleg kijevi fejedelem és a bizánci császár közti szerződésből, bár lehetséges hogy ez a része későbbi betoldás. A város neve a legenda szerint "a dicsőség átvitelét" jelenti és onnan származik, hogy valamikor a besenyők rátámadtak Kijevre és az egyik besenyő bajnok kihívta párbajra az orosz vitézeket, de egyikük sem merte vállalni a küzdelmet. Szégyenkezett a fejedelem, mire a köznép soraiból lépett elő egy tímárlegény és hosszas küzdelemben legyőzte a bajnokot, annak dicsőségét pedig "átvitte" magára, innen kapta nevét a város.
Vlagyimir Szvjatoszlavics nagyfejedelem megerődítette a Kijevi Rusz déli határán fekvő települést, hogy védelmezze Kijevet a sztyeppei nomádok támadásaitól. A 10. század közepétől a Perejaszlavli fejedelemség központja lett, birtokosa többnyire a nagyfejedelem egyik fia, a 12. században a trónörökös volt. Állítólag egy ideig itt lakott a kijevi metropolita is, amíg fel nem épült Kijevben a Szent Szófia-székesegyház. Hogy megkülönböztessék a Moszkva-környéki Perejaszlav-Zalesszkijtől, időnként Perejaszlav Ruszkijnak vagy Perejaszlav Juzsnijnak (Rusz-béli, ill. Déli-Perejaszlavl) is nevezték.
1239-ben a mongolok elpusztították a várost. A tatár megszállás idején a Mankermani (Kijev türk neve) uluszhoz tartozott. 

### A kozák korszak
A 14. század közepén az Arany Horda meggyengülésével a Litván Nagyfejedelemség foglalta el Ukrajnát és később perszonálunióra léptek Lengyelországgal. 1545-ben Szulejmán szultán panaszlevelet küldött I. Zsigmond lengyel királynak, mert a - többek között- perejaszlavli kozákok Ocsakov környékét fosztogatták. 1580-ban Báthory István engedélyezte, hogy Kosztyantin-Vaszil Osztrozkij herceg Perejaszlavlban erődöt építsen a környék és a betelepített lakosok védelme céljából.
Miután Bohdan Hmelnickij hetman fellázadt a lengyelek ellen, független tartományának Perejaszlavl lett a központja, az itteni kozákezred sokáig a legnépesebb volt (1649-ben 18 századból állt). 1654-ben Hmelnickij ide hívta össze a kozákok nagytanácsát és a moszkvai követ által képviselt Alekszej cárnak hűséget esküdött, cserébe a katonai védelemért.

### Újkori története

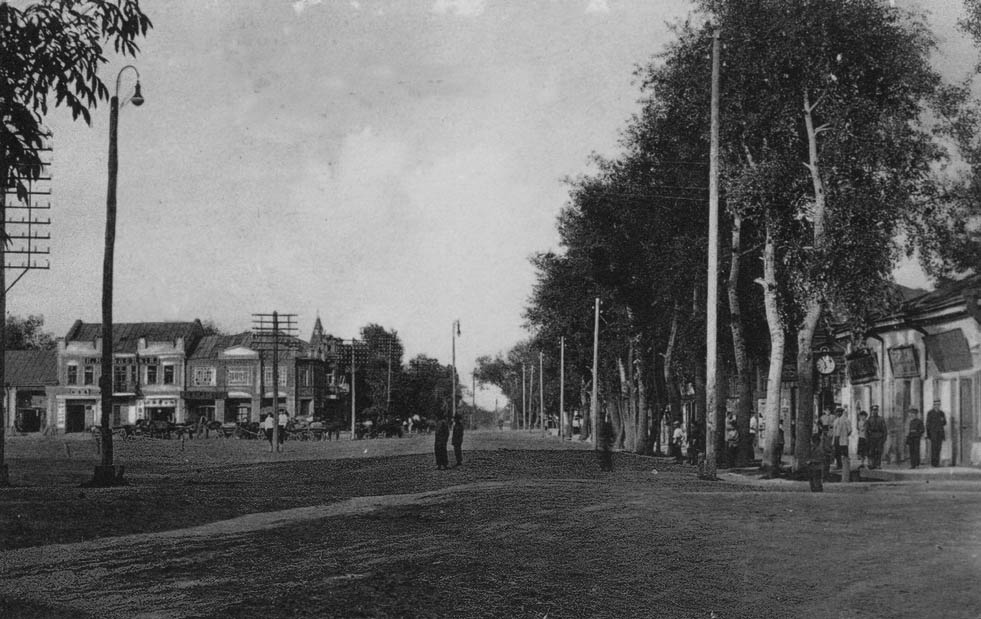
A város 1917-ben

A cár 1782-ben számolta fel a kozák katonai közigazgatást és Perejaszlavl előbb a Kijevi, majd a 19. század elején a Poltavai kormányzósághoz került. 1816-ban a városnak 6720, 1865-ben pedig 10 835 lakosa volt. A 19. században cukorgyár, szeszfőzde és malmok épületek. A lakosság kulturális szükségleteiről 14 templom, egy kolostor, papnevelde, fiú- és lánygimnázium és városi könyvtár gondoskodott.
A szovjethatalom beköszöntével és a második világháború harcaiban a város műemlékeinek jelentős része megsemmisült. A harmincas évek éhínségében a környék 26 878 lakosa pusztult el. A háború 8800 perejaszlavli életét követelte. A szovjet csapatok 1943. október 12-én foglalták vissza a várost a németektől és a Szovjetunió Népi Küldötteinek Tanácsa átnevezte Perejaszlav-Hmelnickijre. A független Ukrajna létrejötte után felmerült, hogy a település kapja vissza régi, történelmi nevét; erre 2019-ben került sor. 

## Látnivalók

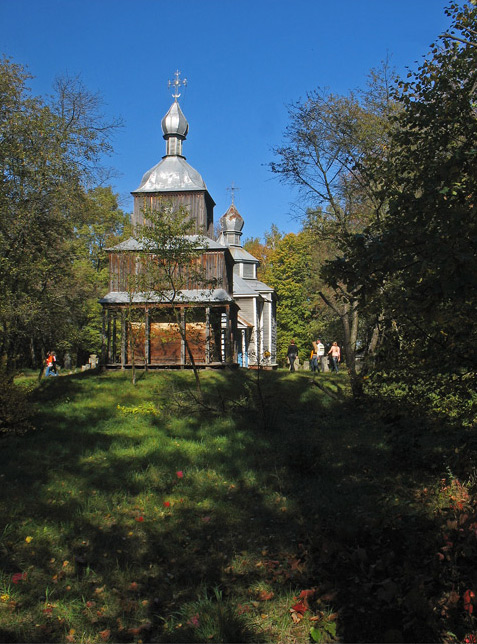
A perejaszlavi skanzen

A harmincezres kisvárosban 25 múzeum várja a látogatókat, köztük az ukrán népi építészet skanzene, de vannak népviseleti, űrhajózási, méhészeti és postamúzeumok is. Megtekinthető a 16. században épült Mihajlivszkij- és Vozneszenszkij-kolostor, az Uszpenszkij- valamint Borisz és Gleb temploma.   

## A városban született híres emberek
- Jakim Szomko (†1663) kozák hetman
- Pavlo Teterja (1620–1670) kozák hetman
- Mihail Matvejevics Heraszkov (1733-1807) orosz klasszicista költő
- Sólem Aléchem (1859-1916) zsidó származású orosz író
- Volodimir Gnatovics Zabolotnij (1898-1962) szovjet építész
- Louise Nevelson (1899-1988) amerikai szobrász

Perejaszlavlban élt és dolgozott
- Hrihorij Szavics Szkovoroda (1722–1794) ukrán költő és humanista
- Tarasz Sevcsenko (1814-1861) ukrán költő
- Oszip Makszimovics Bodjanszkij (1808-1877) bölcsész, a szlavisztika egyik úttörője

## Testvérvárosai
- Mozsajszk, Oroszország
- Pereszlavl-Zalesszkij, Oroszország
- Vilejka, Fehéroroszország
- Mcheta, Grúzia
- Paide, Észtország
- Kocsani, Észak-Macedónia

## Fordítás
- Ez a szócikk részben vagy egészben  a(z)   Переяслав-Хмельницький című ukrán Wikipédia-szócikk ezen változatának fordításán alapul.  Az eredeti cikk szerkesztőit annak laptörténete sorolja fel. Ez a jelzés csupán a megfogalmazás eredetét és a szerzői jogokat jelzi, nem szolgál a cikkben szereplő információk forrásmegjelöléseként.